# Palais Chouvalov
Le Palais Chouvalov à Saint-Pétersbourg est un palais de style baroque élisabéthain. Situé à Saint-Pétersbourg au coin de la rue Italienne et de la Rue Sadovaïa, il est l'un des nombreux palais de la ville appartenant à la famille Chouvalov.

## Histoire

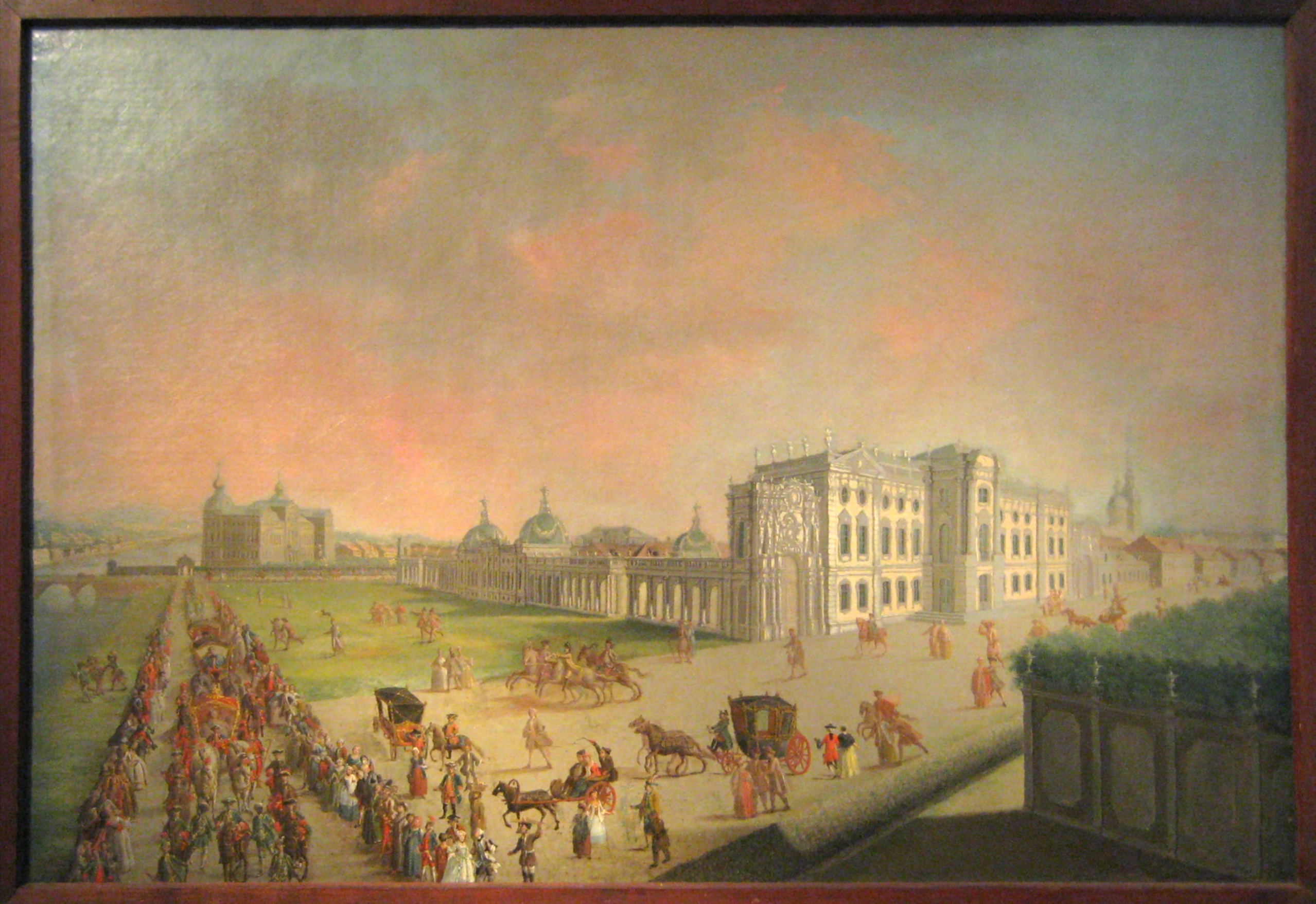
Départ d'Elizabeth Petrovna. Palais Chouvalov, à droite dans sa forme originale

Le site situé au coin des rues Sadovaïa et Italienne (maison 25) appartenait à Ivan Chouvalov (1727-1797) au milieu du XVIIIe siècle. Cela a déterminé l'ancien nom de Malaya Sadovaya - Rue Chouvalov (1781-1798). 
Le palais a été construit en 1753-1755 par l'architecte S. I. Chevakinsky. Les locaux de cette maison abritaient une galerie de peintures rassemblées par Ivan Chouvalov. Au milieu des années 1770, les intérieurs ont été refaits pour le nouveau propriétaire, le prince A. Vyazemsky. 
À la fin du XVIIIe siècle, le bâtiment tomba sous la juridiction de l'État. Jusqu'en 1917, le ministère de la Justice de l'Empire russe, puis le gouvernement provisoire y étaient rattachés. 
Depuis 1918, c'est ici que se trouve le Musée de l'hygiène du centre de prévention médicale. Le musée raconte l'anatomie et la physiologie, la lutte contre les addictions, à propos de l'éducation sexuelle, la prévention du sida...

## Littérature
- Зодчие Санкт-Петербурга. XVIII век / сост. В. Г. Исаченко; ред. Ю. Артемьева, С. Прохватилова. — СПб.: Лениздат, 1997. — 1021 с. —  (ISBN 5-289-01585-X).
- Зодчие Санкт-Петербурга. XIX — начало XX века / сост. В. Г. Исаченко; ред. Ю. Артемьева, С. Прохватилова. — СПб.: Лениздат, 1998. — 1070 с. —  (ISBN 5-289-01586-8).